# فريسية أمازونية
فريسية أمازونية [بحاجة لمصدر](الاسم العلمي:Vriesea amazonica) هي نوع من النباتات يتبع جنس الفريسية من الفصيلة البروميلية.